# Origins (Eluveitie)
Origins è il sesto album in studio del gruppo musicale folk metal svizzero Eluveitie, pubblicato il 1º agosto 2014 da Nuclear Blast.
È il primo album che vede la presenza di Nicole Ansperger al violino in sostituzione, dopo undici anni, di Meri Tadić, che lascia la band per motivi personali.

## Tracce
1. Origins – 2:13
2. The Nameless – 4:12
3. From Darkness – 4:11
4. Celtos – 3:57
5. Virunus – 4:51
6. Nothing – 0:57
7. The Call Of The Mountains – 4:14
8. Sucellos – 5:05
9. Inception – 3:46
10. Vianna – 3:36
11. The Silver Sister – 4:15
12. King – 4:33
13. The Day Of Strife – 3:49
14. Ogmios – 0:29
15. Carry The Torch – 4:37
16. Eternity – 2:34